# Обикновен циатус
Обикновеният циатус, наричан също набраздена чашка (Cyathus striatus), е вид неядлива базидиева гъба от семейство Nidulariaceae.

## Описание
Плодното тяло е дребно и достига 1,5 cm височина. Има формата на фунийка със сравнително твърда структура, наречена перидий. Той е нагънат и по външната си повърхност е покрит с дълги кафяви власинки. При младите плодни тела фунийката е затворена отгоре с бяла или белезникава мембрана, която при узряване на спорите се разкъсва. Самите спори се образуват в специални лещовидни структури, наречени перидиоли, които са разположени във вътрешността на плодното тяло, поради което то изглежда на птиче гнездо с яйца. Макар че е атрактивна гъба, тя е неядлива.
Интересен е процесът на разпространение на спорите на циатуса. При него ключова роля играят дъждовните капки, които, удряйки се в перидиолите изстрелват спорите извън перидия.

## Местообитание
Среща се през юни – ноември, като расте на групи върху паднали клони, пънове и друга гниеща растителна материя.